# Alwoodley
Alwoodley est une paroisse civile du Yorkshire de l'Ouest, en Angleterre.